# ناکاساتسونای، هوکایدو
ناکاساتسونای، هوکایدو (به لاتین: Nakasatsunai, Hokkaido) یک منطقهٔ مسکونی در ژاپن است که در Tokachi Subprefecture واقع شده‌است. ناکاساتسونای  ۴٬۰۰۵ نفر جمعیت دارد.